# Michael Caine
Pour les articles homonymes, voir Caine.
Pour l’article ayant un titre homophone, voir Michael Cain.
Michael Caine (prononcé en anglais : [ˈmaɪkəl kʰeɪn]) est un acteur et producteur de cinéma britannique, né le 14 mars 1933 à Rotherhithe (un quartier de Londres).
Icône du cinéma britannique, il a joué dans plus de cent quarante films, qui ont enregistré un total de recettes dépassant les 7,8 milliards de dollars américains au box-office mondial ; en outre, sept de ses films figurent parmi le Top 100 du British Film Institute.
Issu d'un milieu modeste, il commence sa carrière d'acteur après son service militaire qui s'est déroulé en Allemagne occupée, puis en Corée pendant le conflit, période qui marque profondément son esprit.
Il reçoit un Oscar du meilleur acteur dans un second rôle à deux reprises : en 1987 pour Hannah et ses sœurs de Woody Allen ; en 2000 pour L'Œuvre de Dieu, la Part du Diable de Lasse Hallström. Caine, comme Jack Nicholson, est nommé aux Oscars au moins une fois par décennie entre 1960 et 2010.
Il est fait commandeur de l'ordre de l'Empire britannique en 1992, puis anobli par la reine Élisabeth II en 2000, pour services rendus aux arts britanniques. La même année, il reçoit un BAFTA Fellowship.
Michael Caine est aussi connu du grand public pour son rôle d'Alfred Pennyworth dans la trilogie The Dark Knight (Batman Begins en 2005, The Dark Knight en 2008 et The Dark Knight Rises en 2012) de Christopher Nolan, réalisateur avec qui il multiplie les projets cinématographiques à partir des années 2000, notamment Le Prestige (2006), Inception (2010) Interstellar (2014) et Tenet (2020).
Il officialise sa retraite en octobre 2023.

## Biographie

### Origines, formation et débuts
Michael Caine naît sous le nom d'état civil de « Maurice Joseph Micklewhite, Junior » à l'hôpital St Olave dans le quartier Rotherhithe de Londres le 14 mars 1933,,, de la cuisinière et femme de ménage Ellen Frances Marie née Burchell (1901-1989) et du porteur du marché aux poissons Maurice Joseph Micklewhite (1899-1957). Son père était catholique d'origine Traveller Irlandais, et fut mobilisé sept ans en Inde dans le régiment de la Royal Horse Artillery. Caine a été élevé dans la foi protestante de sa mère. Il avait un frère cadet, Stanley (1935-2013), également devenu acteur, et un demi-frère maternel aîné nommé David Burchell. Il a grandi dans le quartier de Southwark à Londres.
Pendant la Seconde Guerre mondiale, alors que son père fut rappelé sous les drapeaux, il a été évacué à 160 km au nord de North Runcton, dans le Norfolk, où il a fait ses débuts d'acteur à l'école du village et avait un cheval de compagnie appelé Lottie. Après la guerre, ils sont relogés dans des maisons préfabriquées dans le quartier d'Elephant and Castle,. Maurice Jr. fait alors parfois l'école buissonnière pour se rendre au cinéma,.
À 18 ans, il est enrôlé dans la British Army et est envoyé en Allemagne dans les forces d'occupation, puis en 1952 en Corée,. Il en revient avec une aversion pour le communisme, constatant sur place l'utilisation des soldats ennemis comme chair à canon. À son retour, il exerce quelques petits emplois (garçon de course, accessoiriste) et joue dans des théâtres régionaux. Il participe également à de très nombreuses pièces pour la télévision. Il adopte rapidement le nom de scène « Michael Caine », un de ses films préférés étant Ouragan sur le Caine (1954) de Edward Dmytryk.
En 1956, il fait ses débuts au cinéma, dans Commando en Corée de Julian Amyes.

### Carrière

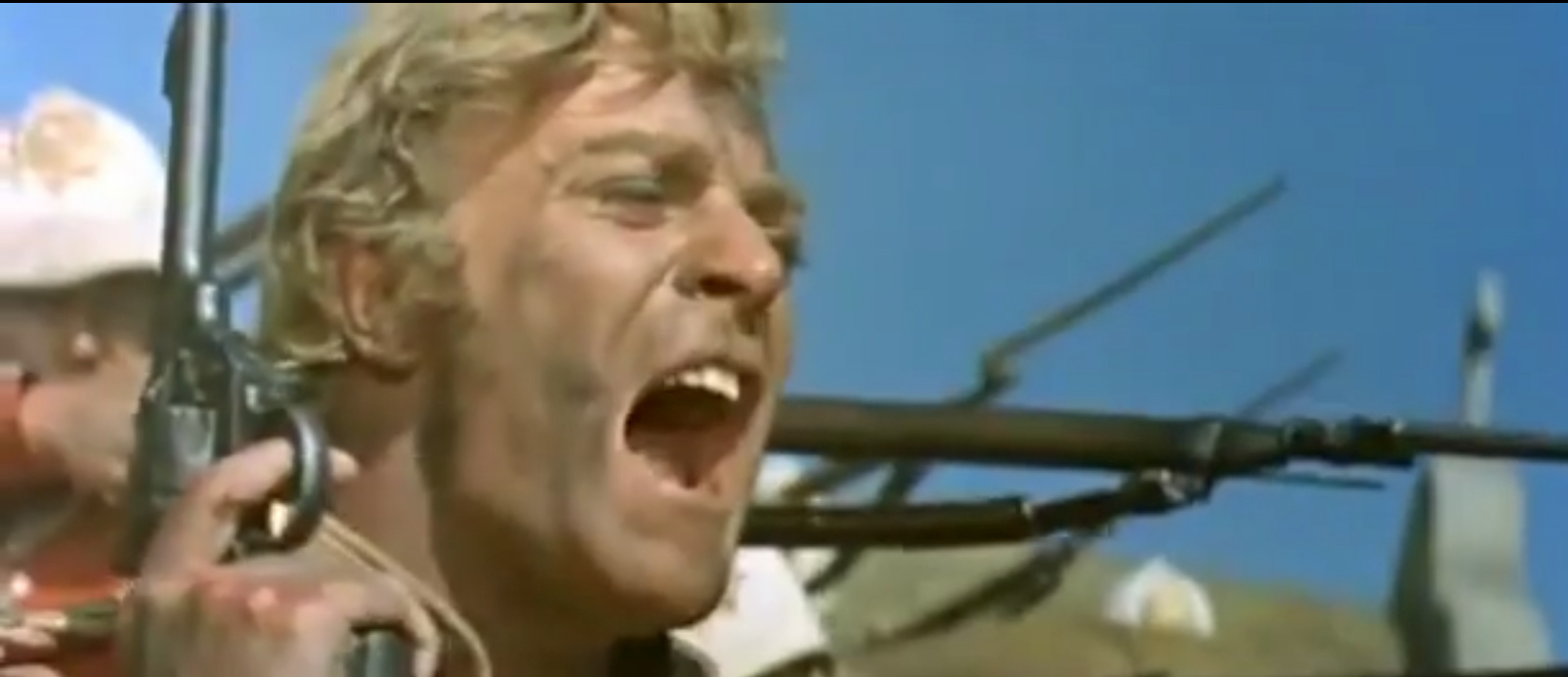
Michael Caine dans le film Zoulou (1964).

Après une quinzaine d'apparitions au cinéma, Michael Caine se retrouve enfin en haut de l'affiche avec Zoulou (1964) de Cy Endfield. L'année suivante, il connaît la consécration pour Ipcress, danger immédiat (1965), film d'espionnage dans lequel il interprète Harry Palmer, un agent secret à l'opposé de James Bond. Il reprend ce rôle dans Mes funérailles à Berlin et Un cerveau d'un milliard de dollars. À la même époque, il assoit définitivement sa notoriété avec Alfie le dragueur, une prestation de séducteur pour laquelle il reçoit une nomination aux Oscars, et Que vienne la nuit d'Otto Preminger, aux côtés de Jane Fonda. Il enchaîne avec le premier rôle d'un film devenu culte au Royaume-Uni, L'or se barre.
À partir des années 1970, il tourne davantage aux États-Unis sans pour autant devenir une grande star hollywoodienne. Il incarne un soldat anglais combattant aux Nouvelles Hébrides pendant la Seconde Guerre mondiale dans Trop tard pour les héros (1970), puis il est un gangster réclamant vengeance dans La Loi du milieu (1971), un coiffeur piégé par le mari de sa maîtresse dans Le Limier (1972) ainsi qu'un chasseur de trésor dans L'Homme qui voulut être roi (1975). Durant la décennie suivante, l'acteur continue de tourner à un rythme effréné. Parmi ses performances marquantes, il y a celles d'un psychiatre dans Pulsions (1980), d'un dramaturge mal intentionné dans Piège mortel (1982) ou d'un entraîneur de football dans un camp de prisonniers allemand dans À nous la victoire (1981) de John Huston.
Frôlant l'Oscar pour L'Éducation de Rita en 1984, il remporte la statuette en 1987 en donnant la réplique à Mia Farrow dans Hannah et ses sœurs de Woody Allen. Capable d'autodérision, il se montre également à l'aise dans la comédie, enchaînant La Faute à Rio (1984), Le Plus Escroc des deux (1988) et Élémentaire, mon cher... Lock Holmes (id.), où il campe un Sherlock Holmes plutôt inhabituel : dans cette parodie, il se montre peureux et c'est le docteur Watson/Ben Kingsley qui est en fait le véritable cerveau. En 1995, il tourne coup sur coup deux films dans lesquels il reprend le rôle de Harry Palmer : Bullet to Beijing (en) de George Mihalka et Midnight in Saint Petersburg (en) de Douglas Jackson.

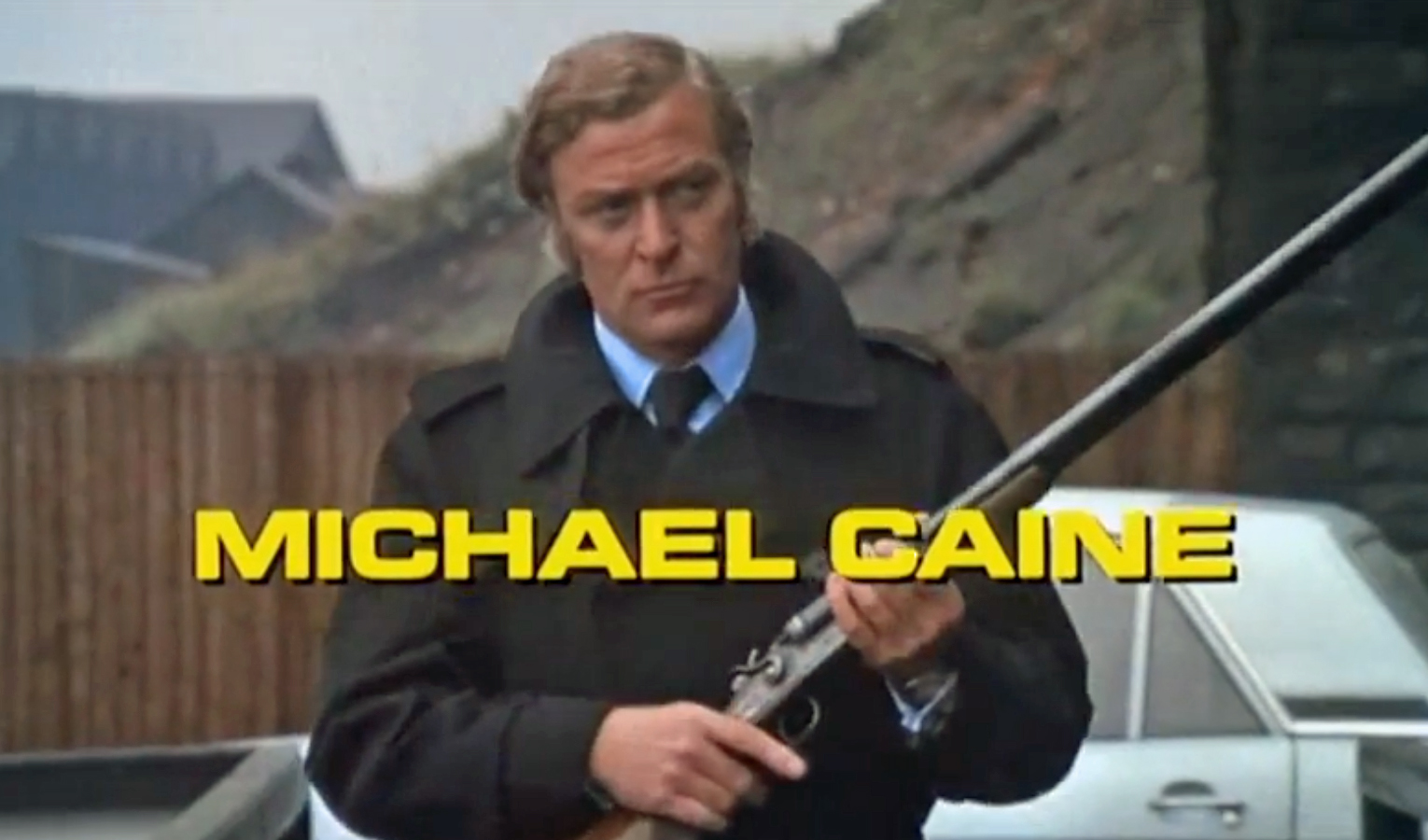
Dans La Loi du milieu (Get Carter, 1972).

En 1987, il interprète le rôle d'un agent secret dans Le Quatrième Protocole, où il combat un espion de l'ex-URSS, campé par Pierce Brosnan.

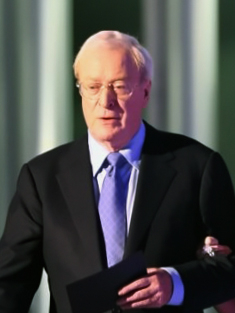
Michael Caine au concert du prix Nobel de la paix en 2008.

On le voit ensuite aux côtés de Jack Nicholson dans Blood and Wine (1996) de Bob Rafelson, dans Little Voice (1998) et de Geoffrey Rush, dans Quills, la plume et le sang (2000). En 2000, il remporte un deuxième Oscar, toujours pour un second rôle, grâce à L'Œuvre de Dieu, la Part du diable de Lasse Hallström. La même année, il est anobli par la reine Élisabeth II et devient donc sir Michael Caine. Acteur vétéran, la jeune génération le réclame comme partenaire de jeu : Sandra Bullock pour Miss Détective (2000), Mike Myers pour Austin Powers dans Goldmember (2002) et Brendan Fraser pour Un Américain bien tranquille (2003). Norman Jewison le dirige en ancien tortionnaire milicien dans le thriller Crime contre l'humanité en 2003.
Dans The Weather Man (2005), il est le père de Nicolas Cage. Il se spécialise, pendant quelques années, dans les rôles de mentor, que ce soit dans l'adaptation de la série Ma sorcière bien-aimée, Les Fils de l'homme d'Alfonso Cuarón ou Batman Begins dans lequel il reprend le rôle du majordome de Bruce Wayne / Batman, Alfred Pennyworth, tenu avant lui par Michael Gough. Le film marque sa première collaboration avec Christian Bale et Christopher Nolan, qu'il retrouve ensuite à l'occasion de Le Prestige (2006), ainsi que dans The Dark Knight (2008) et The Dark Knight Rises (2012), suites des aventures de l'homme chauve-souris,,.
Opposé à Laurence Olivier dans Le Limier (1972), l'acteur reprend ensuite le rôle tenu par ce dernier dans la réadaptation réalisée par Kenneth Branagh en 2007, tandis que Jude Law se glisse, pour la seconde fois (après Irrésistible Alfie) dans la peau d'un personnage créé par celui qui s'oppose à lui dans le film.
Au début de la nouvelle décennie, Michael Caine retrouve Nolan en 2010 dans Inception ainsi qu'en 2014 dans Interstellar,.
Michael Caine retrouve Nolan en 2017 pour un bref caméo vocal dans le film de guerre Dunkerque, puis pour le temps d'une courte apparition dans le thriller de science-fiction Tenet, sorti en 2020,.
Le 15 octobre 2021, il annonce anticiper sa retraite d'acteur après la sortie du film Best Sellers.
En 2022, Caine tourne dans The Great Escaper (en), un long métrage franco-britannique avec Glenda Jackson, basé sur l'histoire vraie d'un vétéran britannique de la Seconde Guerre mondiale qui s’est « échappé » de sa maison de soins pour assister aux commémorations du 70e anniversaire du débarquement de Normandie, en juin 2014. En septembre 2023, dans une interview au journal britannique The Telegraph, Michael Caine pense que cela sera sans doute son dernier rôle  expliquant être « en quelque sorte à la retraite maintenant » et avoir « 90 ans et [ne pas pouvoir] marcher correctement et tout et tout... ». Il officialise sa retraite le 14 octobre 2023 .

### Engagement
En 2016, lors du référendum sur l'appartenance du Royaume-Uni à l'Union européenne, Michael Caine prend parti pour le Brexit.

### Vie privée
Marié une première fois dans les années 1950 au Royaume-Uni avec une certaine Patricia dite « Pat », avec qui il aura une fille, Dominique, peu après avoir quitté l'usine pour le monde du cinéma, il a du mal à subvenir aux besoins de sa famille et doit faire face à ses créanciers, ce qui conduira d'après lui à l'échec de son premier mariage.
Après avoir vu Shakira Baksh dans une publicité télévisée britannique réalisée par Ridley Scott pour le café Maxwell House en 1971, Michael Caine est devenu obsédé par la recherche de la femme qu'il considérait comme « la plus belle... qu'il ait jamais vue ». Un ami publicitaire lui a dit qu'elle vivait à quelques kilomètres seulement de lui à Londres. Le couple s'est marié à Las Vegas le 8 janvier 1973, Shakira Baksh devenant ainsi Shakira Caine, ils ont une fille, Natasha,.
En juillet 2016, l'acteur change de nom pour adopter officiellement son nom de scène, Michael Caine,.

## Filmographie

### Acteur

#### Cinéma

##### Années 1950
- 1956 : Commando en Corée (A Hill in Korea), de Julian Amyes : soldat Lockyer
- 1956 : Sailor Beware!, de Gordon Parry : un marin (non crédité)
- 1957 : Le Commando sacrifié (The Steel Bayonet), de Michael Carreras : un soldat allemand (non crédité)
- 1957 : Comment tuer un oncle à héritage (How to murder a rich uncle), de Nigel Patrick : Gilrony
- 1958 : La Clé (The Key), de Carol Reed : figuration
- 1958 : Agent secret S.Z. (Carve her name with pride), de Lewis Gilbert : un prisonnier dans le train (non crédité)
- 1958 : La Femme mystérieuse (A Woman of Mystery), d'Ernest Morris : non crédité
- 1958 : Passeport pour la honte (Passport to shame), d'Alvin Rakoff : le jeune marié
- 1958 : Blind Spot, de Peter Maxwell (en) : Johnny Brent
- 1958 : Chef de réseau (The Two-headed spy), d'André de Toth : un agent de la Gestapo
- 1959 : Le Mouchard (Danger Within), de Don Chaffey : un prisonnier (non crédité)

##### Années 1960
- 1960 : Norman dans la marine, de Robert Asher : un marin (non crédité)
- 1961 : Foxhole in Cairo, de John Llewellyn Moxey : Hans Weber
- 1961 : Le Jour où la Terre prit feu (The Day the Earth Caught Fire), de Val Guest : un policier (non crédité)
- 1962 : Solo for Sparrow, de Gordon Flemyng : Mooney
- 1962 : Jules de Londres (The Wrong Arm of the Law), de Cliff Owen : un constable (non crédité)
- 1964 : Zoulou (Zulu), de Cy Endfield : lieutenant Gonville Bromhead
- 1965 : Ipcress, danger immédiat (The Ipcress File), de Sidney J. Furie : Harry Palmer
- 1966 : Alfie le dragueur (Alfie), de Lewis Gilbert : Alfie
- 1966 : Un mort en pleine forme (The Wrong Box), de Bryan Forbes : Michael Finsbury
- 1966 : Mes funérailles à Berlin (Funeral in Berlin), de Guy Hamilton : Harry Palmer
- 1966 : Un hold-up extraordinaire (Gambit), de Ronald Neame : Harry
- 1967 : Sept fois femme (Woman Times Seven), de Vittorio De Sica : un bel étranger
- 1967 : Un cerveau d'un milliard de dollars (Billion Dollar Brain), de Ken Russell : Harry Palmer
- 1967 : Tonite Let's All Make Love in London, de Peter Whitehead
- 1967 : Que vienne la nuit (Hurry Sundown), d'Otto Preminger : Henry Warren
- 1968 : Jeux pervers (The Magus), de Guy Green : Nicholas Urfe
- 1968 : Le chat croque les diamants (Deadfall), de Bryan Forbes : Henry
- 1968 : Enfants de salauds (Play Dirty), d'André de Toth : capitaine Douglas
- 1969 : La Bataille d'Angleterre (Battle of Britain), de Guy Hamilton : Squadron Leader Canfield
- 1969 : L'or se barre (The Italian Job), de Peter Collinson : Charlie Croker

##### Années 1970
- 1970 : Trop tard pour les héros (Too late the hero), de Robert Aldrich : soldat Tosh Hearne
- 1970 : Simon Simon, de Graham Stark : lui-même
- 1970 : La Vallée perdue (The Last valley), de James Clavell : le capitaine
- 1971 : Kidnapped, de Delbert Mann : Alan Breck
- 1971 : La Loi du milieu (Get Carter), de Mike Hodges : Jack Carter
- 1972 : Une belle tigresse (Zee and Co.), de Brian G. Hutton : Robert Blakeley
- 1972 : Retraite mortelle (Pulp), de Mike Hodges : Mickey King
- 1972 : Le Limier (Sleuth), de Joseph L. Mankiewicz : Milo Tindle
- 1974 : Contre une poignée de diamants (The Black windmill), de Don Siegel : Major John Tarrant
- 1974 : Marseille contrat (The Marseille contrat), de Robert Parrish : John Deray
- 1975 : Une Anglaise romantique (The Romantic englishwoman), de Joseph Losey : Lewis
- 1975 : Peeper, de Peter Hyams : Leslie C. Tucker
- 1975 : Le Vent de la violence (The Wilby Conspiracy), de Ralph Nelson : Jim Keogh
- 1975 : L'Homme qui voulut être roi (The Man who would be king), de John Huston : Peachy Carnehan
- 1976 : Deux Farfelus à New York (Harry and walter go to New York), de Mark Rydell : Adam Worth
- 1976 : L'aigle s'est envolé (The Eagle has landed), de John Sturges : Kurt Steiner
- 1977 : Un pont trop loin (A Bridge too far), de Richard Attenborough : lieutenant-colonel J.O.E. Vandeleur
- 1978 : Banco à Las Vegas (Silver bears), d'Ivan Passer : Doc Fletcher
- 1978 : L'Inévitable Catastrophe (The Swarm), d'Irwin Allen : Brad Crane
- 1978 : California Hôtel (California suite), d'Herbert Ross : Sidney Cochran
- 1979 : Ashanti, de Richard Fleischer : Dr David Linderby
- 1979 : Le Dernier Secret du Poseidon (Beyond the Poseidon adventure), d'Irwin Allen : capitaine Mike Turner

##### Années 1980
- 1980 : L'Île sanglante (The Island), de Michael Ritchie : Blair Maynard
- 1980 : Pulsions (Dressed to kill), de Brian De Palma : Dr Robert Elliott
- 1981 : La Main du cauchemar (The Hand), d'Oliver Stone : Jonathan Lansdale
- 1981 : À nous la victoire (Escape to victory), de John Huston : capitaine John Colby
- 1982 : Piège mortel (Deathtrap), de Sidney Lumet : Sidney Bruhl
- 1983 : La Taupe (The Jigsaw man), de Terence Young : Philip Kimberley / Sergei Kuzminsky
- 1983 : L'Éducation de Rita (Educating Rita), de Lewis Gilbert : Dr Frank Bryant
- 1983 : Le Consul honoraire (The Honorary consul), de John Mackenzie : Consul Charley Fortnum
- 1984 : La Faute à Rio (Blame it on Rio), de Stanley Donen : Matthew Hollis
- 1985 : Le Pacte Holcroft (The Holcroft Convenant), de John Frankenheimer : Noel Holcroft
- 1985 : Ouragan sur l'eau plate (Water), de Dick Clement : Baxter
- 1986 : Le Dénonciateur (The Whistle blower), de Simon Langton : Frank Jones
- 1986 : Sweet Liberty, d'Alan Alda : Elliott James
- 1986 : Hannah et ses sœurs (Hannah and her sisters), de Woody Allen : Elliot
- 1986 : Mona Lisa, de Neil Jordan : Mortwell
- 1986 : Escort Girl (Half moon street), de Bob Swaim : Lord Bulbeck
- 1987 : Le Quatrième Protocole (The Fourth protocol), de John Mackenzie : John Preston
- 1987 : Les Dents de la mer 4 (Jaws : The revenge), de Joseph Sargent : Hoagie
- 1987 : Cordes et Discordes (Surrender), de Jerry Belson : Sean Stein
- 1988 : Élémentaire, mon cher... Lock Holmes (Without a clue), de Thom Eberhardt : Reginald Kincaid / Sherlock Holmes
- 1988 : Le Plus Escroc des deux (Dirty rotten scoundrels), de Frank Oz : Lawrence Jamieson

##### Années 1990
- 1990 : Monsieur Destinée (Mr Destiny), de James Orr : Mike
- 1990 : Double Arnaque (Bullseye), de Michael Winner : Sidney Lipton / Dr Hicklar
- 1990 : Business oblige (A Shock to the System), de Jan Egleson : Graham Marshall
- 1990 : Bruits de coulisses (Noises off…), de Peter Bogdanovich : Lloyd Fellowes
- 1992 : Blue Ice, de Russell Mulcahy : Harry Anders
- 1992 : Noël chez les Muppets (The Muppet Christmas Carol), de Brian Henson : Scrooge
- 1993 : Terrain miné (On Deadly Ground), de Steven Seagal : Michael Jennings
- 1996 : Blood and Wine, de Bob Rafelson : Victor
- 1998 : Curtain Call, de Peter Yates : Max Gale
- 1998 : Little Voice, de Mark Herman : Ray Say
- 1999 : The Debtors, d'Evi Quaid
- 1999 : L'Œuvre de Dieu, la Part du Diable (The Cider House Rules), de Lasse Hallström : Dr Wilbur Larch

##### Années 2000

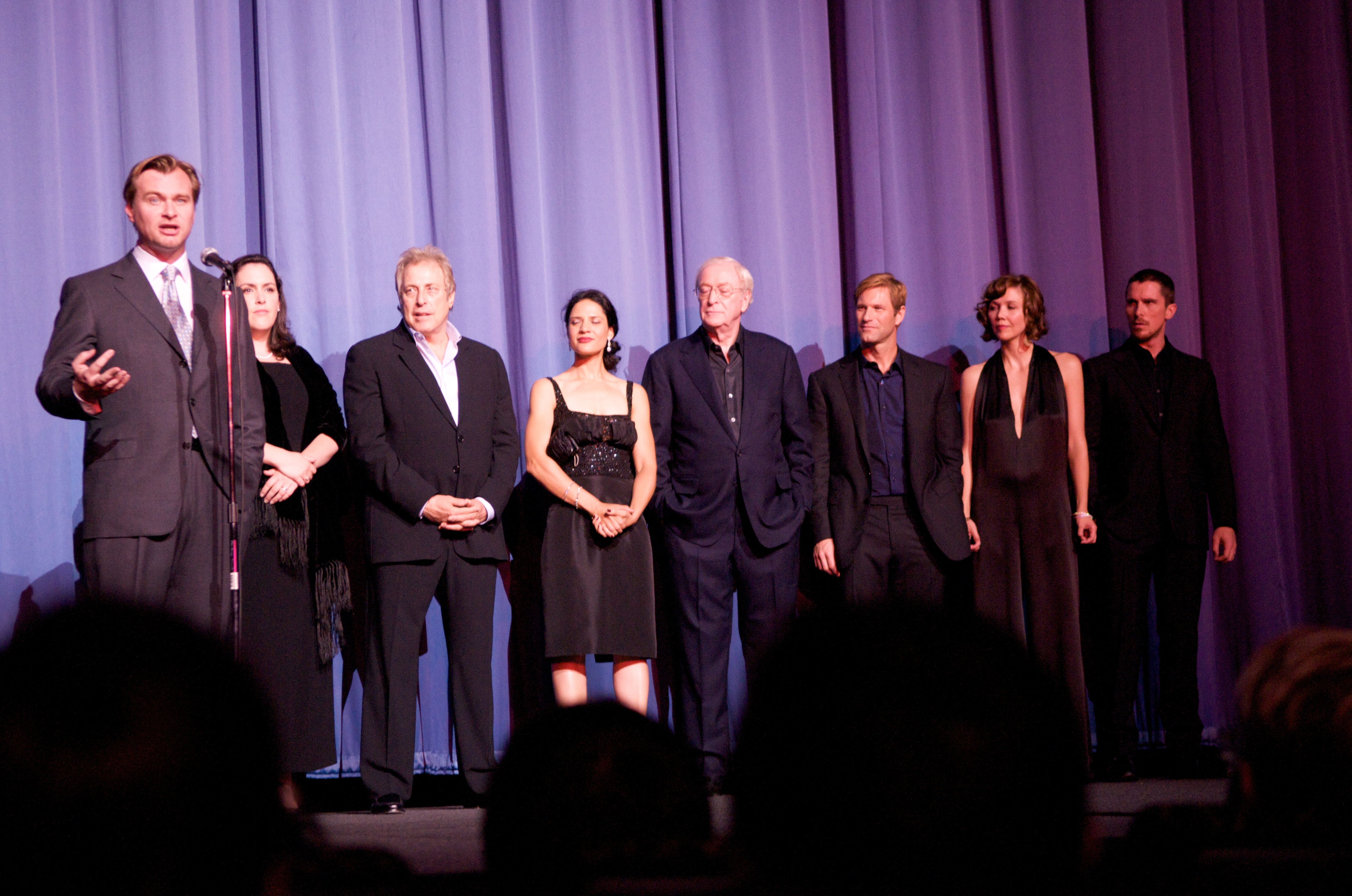
Michael Caine avec l'équipe du film lors de l'avant-première de The Dark Knight à Londres, le 14 juillet 2008.

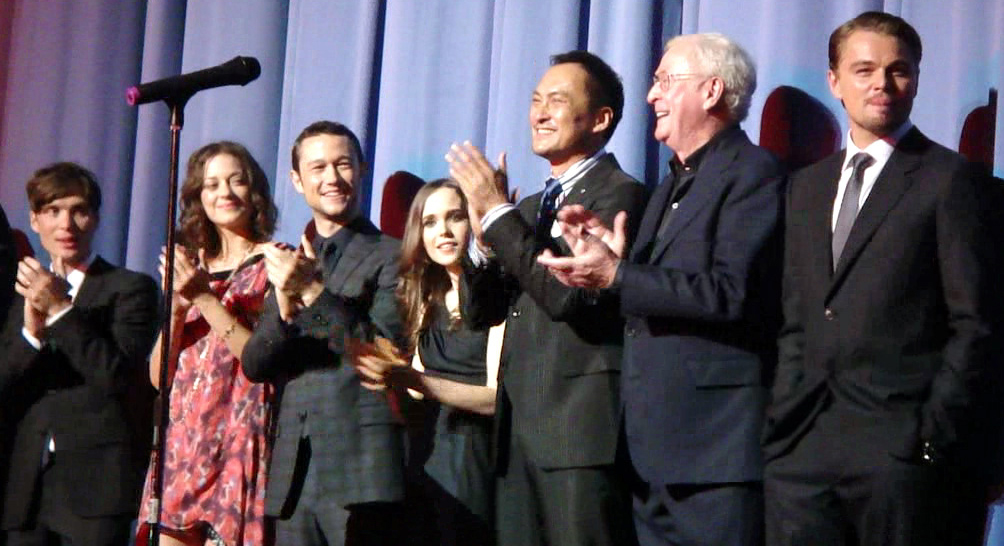
Michael Caine avec l'équipe du film lors de la première de Inception (2010).

- 2000 : Coup pour coup (Shiner), de John Irvin : Billy "Shiner" Simpson
- 2000 : Quills, la plume et le sang (Quills), de Philip Kaufman : Royer-Collard
- 2000 : Miss Détective (Miss Congeniality), de Donald Petrie : Victor Melling
- 2000 : Get Carter, de Stephen T. Kay : Cliff Brumby
- 2001 : Last Orders, de Fred Schepisi : Jack
- 2002 : Austin Powers dans Goldmember, de Jay Roach : Nigel Powers
- 2002 : Un Américain bien tranquille (The Quiet American), de Phillip Noyce : Thomas Fowler
- 2003 : Les Acteurs (The Actors), de Conor McPherson : Anthony O'Malley
- 2003 : Le Secret des frères McCann (Secondhand Lions), de Tim McCanlies : Garth
- 2003 : Un tueur aux trousses (Quicksand), de John Mackenzie : Jake Mellows
- 2003 : Crime contre l'humanité (The Statement), de Norman Jewison : Pierre Brossard
- 2004 : De pères en fils (Around the Bend), de Jordan Roberts : Henry Lair
- 2004 : Ma sorcière bien-aimée (Bewitched), de Nora Ephron : Nigel Bigelow
- 2004 : The Weather Man, de Gore Verbinski : Robert Spritzel
- 2005 : Batman Begins, de Christopher Nolan : Alfred Pennyworth
- 2006 : Le Prestige (The Prestige), de Christopher Nolan : Cutter
- 2006 : Les Fils de l'homme (Children of Men), d'Alfonso Cuarón : Jasper
- 2007 : Le Casse du siècle, de Michael Radford : Hobbs
- 2007 : Le Limier (Sleuth), de Kenneth Branagh : Andrew
- 2008 : Is Anybody There?, de John Crowley : Clarence
- 2008 : The Dark Knight : Le Chevalier noir (The Dark Knight), de Christopher Nolan : Alfred Pennyworth
- 2009 : Harry Brown, de Daniel Barber : Harry Brown

##### Années 2010
- 2010 : Inception, de Christopher Nolan : Miles
- 2011 : Gnoméo et Juliette (Gnomeo and Juliet), de Kelly Asbury : voix de Lord Redbrick
- 2011 : Cars 2, de John Lasseter : voix de Finn McMissile
- 2012 : Voyage au centre de la Terre 2 : l'Île mystérieuse (Journey 2: The Mysterious Island), de Brad Peyton : Alexander
- 2012 : The Dark Knight Rises, de Christopher Nolan : Alfred Pennyworth
- 2013 : Insaisissables (Now You See Me), de Louis Leterrier : Arthur Tressler
- 2013 : Mr. Morgan's Last Love de Sandra Nettelbeck : Matthew Morgan
- 2014 : Hysteria de Brad Anderson : le Dr Salt
- 2014 : Interstellar, de Christopher Nolan : le professeur John Brand
- 2015 : Kingsman : Services secrets (Kingsman: The Secret Service), de Matthew Vaughn : Arthur
- 2015 : Youth (La giovinezza), de Paolo Sorrentino : Fred Ballinger
- 2015 : Le Dernier Chasseur de sorcières (The Last Witch Hunter), de Breck Eisner : Dolan 36
- 2016 : Insaisissables 2 (Now You See Me: The Second Act), de Jon M. Chu : Arthur Tressler
- 2017 : Braquage à l'ancienne (Going in Style) de Zach Braff : Joe Harding
- 2017 : Dunkerque (Dunkirk) de Christopher Nolan : l'interlocuteur radio des pilotes de chasses britanniques (caméo vocal non crédité)
- 2018 : Sherlock Gnomes de John Stevenson : voix de Lord Redbrick
- 2018 : Dear Dictator de Lisa Addario et Joe Syracuse : général Anton Vincent
- 2018 : Gentlemen cambrioleurs (King of Thieves) de James Marsh : Brian Reader

##### Années 2020
- 2020 : Tenet de Christopher Nolan : Sir Michael Crosby
- 2020 : Merveilles imaginaires de Brenda Chapman : Charlie
- 2021 : Twist de Martin Owen : Fagin
- 2021 : Best Sellers de Lina Roessler : Harris Shaw
- 2022 : Medieval de Petr Jákl : Lord Boresh
- 2023 : The Great Escaper (en) d'Oliver Parker : Bernard Jordan

#### Télévision
- 1988 : Jack l'Éventreur (Jack the Ripper), de David Wickes : inspecteur Frederick Abberline
- 1990 : Jekyll & Hyde, de David Wickes : Henry Jekyll / Edward Hyde
- 1994 : World War II: When Lions Roared, de Joseph Sargent : Joseph Staline
- 1995 : Midnight in St Petersburg, de Douglas Jackson : Harry Palmer
- 1995 : Bullet to Beijing, de George Mihalka : Harry Palmer
- 1997 : Vingt mille lieues sous les mers (20,000 Leagues Under the Sea), de Rod Hardy : capitaine Nemo

### Producteur
- 1972 : Retraite mortelle (Pulp), de Mike Hodges (coproducteur)
- 1987 : Le Quatrième Protocole (The Fourth protocol), de John Mackenzie (producteur exécutif)
- 1992 : Blue Ice, de Russell Mulcahy

## Distinctions

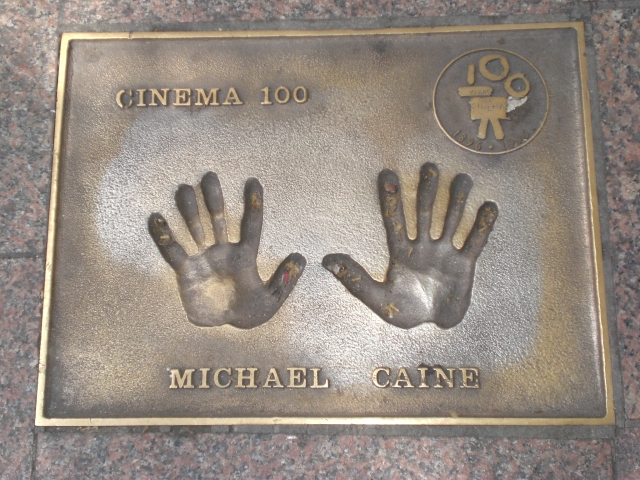
Empreintes de mains de Michael Caine au Leicester Square, à Londres.

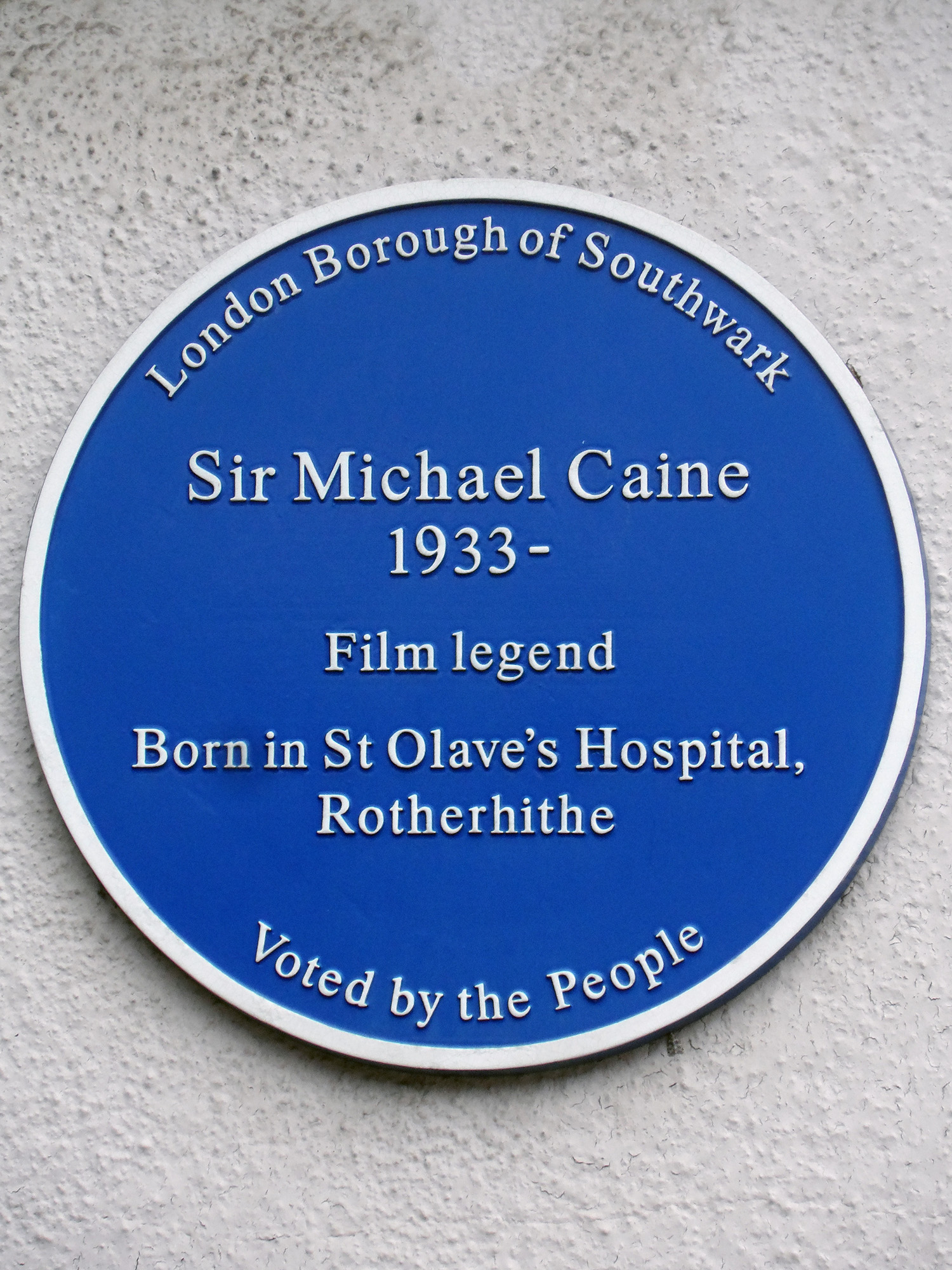
Blue plaque en l'honneur de l'acteur au de Londres.

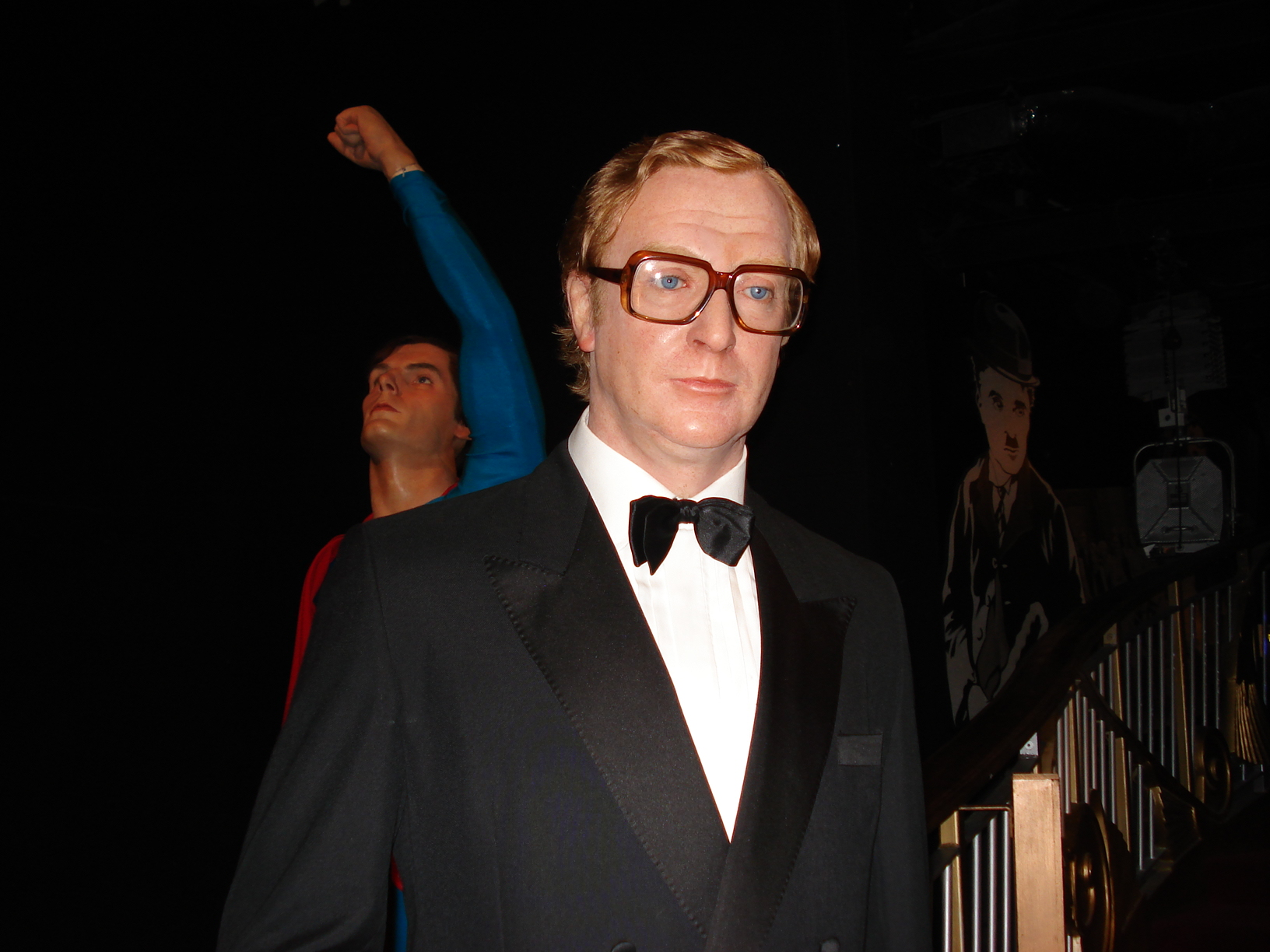
Statue de cire de Michael Caine au musée Madame Tussauds.

### Récompenses
- Golden Globes 1984 : Meilleur acteur dans un film musical ou une comédie pour L'Éducation de Rita
- Oscars 1987 : Meilleur acteur dans un second rôle pour Hannah et ses sœurs
- Festival de Saint-Sébastien 1996 : Coquille d'argent du meilleur acteur pour Blood and Wine
- Golden Globes 1999 : Meilleur acteur dans un film musical ou une comédie pour Little Voice
- Oscars 2000 : Meilleur acteur dans un second rôle pour L'Œuvre de Dieu, la Part du Diable

### Nominations
- Oscars 1967 : Meilleur acteur pour Alfie le dragueur
- Golden Globes 1967 : 
  - Meilleur acteur dans un film musical ou une comédie pour Alfie le dragueur
  - Meilleur acteur dans un film musical ou une comédie pour Un hold-up extraordinaire
- Oscars 1973 : Meilleur acteur pour Le Limier
- Golden Globes 1973 : Meilleur acteur dans un film dramatique pour Le Limier
- Oscars 1984 : Meilleur acteur pour L'Éducation de Rita
- Golden Globes 1987 : Meilleur acteur dans un second rôle pour Hannah et ses sœurs
- Golden Globes 1989 : Meilleur acteur dans un film musical ou une comédie pour Le Plus Escroc des deux
- Golden Globes 2000 : Meilleur acteur dans un second rôle pour L'Œuvre de Dieu, la Part du Diable
- Oscars 2003 : Meilleur acteur pour Un Américain bien tranquille
- Golden Globes 2003 : Meilleur acteur dans un film dramatique pour Un Américain bien tranquille

### Décorations
- 1992 :  Commandeur de l'ordre de l'Empire britannique (CBE)[27]
- 2000 :  Knight Bachelor[28]
- 2011 :  Commandeur de l'ordre des Arts et des Lettres (France)[29]

### Hommages
- En 1984, le groupe anglais Madness rend hommage à l'acteur avec sa chanson (My Name Is) Michael Caine figurant dans l'album Keep Moving. Il est aussi possible d'entendre dans la chanson l'acteur prononcer la phrase « My name is Michael Caine ».
- Une statue de cire représentant l'acteur est exposée au musée Madame Tussauds de Londres.

## Voix francophones
En version française, Frédéric Cerdal est la voix française régulière de Michael Caine depuis Batman Begins. Dominique Paturel fut sa voix régulière de 1965 à 2005, puis ponctuellement jusqu'à 2015 après le choix de Frédéric Cerdal. Gabriel Cattand et Bernard Dhéran ont été les voix régulières de Michael Caine à ses débuts. Francis Lax, Michel Roux Marc Cassot et Michel Le Royer l'ont également doublé à trois ou quatre reprises chacun.
En version québécoise, Vincent Davy est la voix québécoise régulière de l'acteur.